# Harwood (Durham)
Harwood – wieś w Anglii, w hrabstwie Durham. Leży 46 km na zachód od miasta Durham i 381 km na północ od Londynu.